# Edwin Laurentine Drake
Edwin Laurentine Drake (Greenville, Nova Iorque, 29 de março de 1819 – Bethlehem, 9 de novembro de 1880), também conhecido como Coronel Drake, foi um perfurador de poços de petróleo estado-unidense, popularmente considerado o primeiro a perfurar poços de petróleo nos Estados Unidos da América.
Edwin Drake perfurou o primeiro poço de petróleo em 1859, na Pensilvânia.  A técnica que utilizou, desenvolvida a partir das técnicas de exploração das minas de sal, consistia em abrir um furo batendo no solo com uma ferramenta suspensa da extremidade de um cabo.

## Vida
Edwin Drake nasceu em Greenville, Nova Iorque e cresceu dentro de uma família de fazendeiros nos arredores do estado de Nova Iorque e Castleton, Vermont antes de deixar a casa dos pais aos dezenove anos de idade. Ele passou essa primeira fase de sua vida trabalhando em ferrovias (New York & New Haven Railroad) nas proximidades de New Haven, Connecticut como escriturário, mensageiro e maquinista de trem. Durante esse tempo ele casou com Philena Adams, que morreu dando à luz a seu segundo filho em 1854. Drake casou novamente três anos depois com Laura Dowd em 1857.

## Seneca Oil Company
Em 1857, Drake conheceu James Townsend, empresário que havia criado a Seneca Oil Company para explorar petróleo nas exsudações encontradas em Titusville, Pensilvânia.
Drake se interessou pela Seneca Oil e comprou algumas ações. Townsend precisava de alguém para ir para Titusville inspecionar a terra e contratar trabalhadores. Contratou Drake por mil dólares anuais, e o enviou à cidade em dezembro de 1857. Drake logo se mudou para lá, e começou a trabalhar. Para impressionar a população local, Townsend escrevia a Drake tratando-o pelo título de "Coronel".

## Perfuração de petróleo
Drake percebeu que a mineração de petróleo a partir das exsudações naturais era muito lenta e pensou em cavar o solo para acelerar o processo. Não deu certo: as escavações eram facilmente inundadas por água. Resolveu então tentar a perfuração, com um método que já se utilizava para obter sal (produzindo água salina e deixando-a evaporar). Comprou uma sonda, um motor e voltou ao local dos trabalhos petrolíferos. Após várias tentativas frustradas para encontrar um operador de sonda apropriado, Drake contrata William A. Smith, conhecido por "Uncle Billy", com experiência na indústria do sal, $2.50 por dia.
Drake e Billy aplicaram seu sistema de perfuração (coluna de tubos de diâmetro pequeno evitando a invasão da água), que a cética população de Titusville logo apelidou de a Loucura de Drake ("Drake’s Folly"). Nem a Seneca Oil Company acreditou naquela forma de extração de petróleo e cessou o envio de dinheiro para Drake mandando que ele voltasse para casa. Drake insistiu e auto-financiou seu poço com a ajuda de outras pessoas da cidade e empréstimos bancários.
Num sábado, 27 de agosto de 1859, a perfuratriz atingiu um reservatório e começou a produzir 10 barris por dia, quantidade para a qual não estavam preparados. Isso resultou em que eles tivessem de armazenar em barris de uísque e na banheira da residência do capataz. Nascia a indústria petrolífera.
O segundo poço de Drake produziu 25 barris/dia. A Seneca Oil demorou a pagá-lo. Só o fez em 1864. Os dias de auge da cidade foram mais impressionantes do que a Febre do ouro, na Califórnia. Hordas de investidores, perfuradores e mineradores vieram para Titusville, que logo se tornou a primeira capital do petróleo do mundo. Logo no primeiro ano, o preço do óleo iluminante (de baleia e de petróleo) caiu abaixo do preço da água - dando sinais de uma volatilidade que marcaria toda a sua história econômica para sempre.
Drake morreu pobre em 1880, e viveu seus últimos dias da caridade da população de Titusville, que estabeleceu uma bolsa alimentar para ele no final da vida. Está enterrado no Cemitério Woodlawn, em Titusville.